# Чигатайское кладбище
Чигата́йское кладбище — мусульманское, узбекское кладбище нового типа, то есть с элементами, присущими европейским кладбищам — наличие скульптурных надгробий и т. п., созданное в 1927 году в Ташкенте по проспекту Фараби, площадью 5 га.
Здесь похоронены известные государственные деятели Узбекистана и выдающиеся представители узбекской интеллигенции — Шараф Рашидов, Усман Юсупов, Айбек, Гафур Гулям, Абдулла Каххар, Самиг Абдукаххар, Тураб Тула, Уйгун, Иззат Султан, Гафир Рахимович Рахимов , Мухтар Насруллаевич Султанов, Ширин Myрадов, Урал Тансыкбаев, Зиннат Фатхуллин, Батыр Закиров, Ибрагим Муминов, Зайнаб Садриева, Кадыров Иминджан Кадырович.
На этом кладбище похоронены также известные узбекские деятели искусства и науки немусульманского вероисповедания. К примеру, Народная артистка СССР Тамара Ханум, Народный писатель Уз ССР М. И. Шевердин, Генеральный Директор ТАПОиЧ Виктор Николаевич Сиве́ц и общественный деятель Узбекистана Юсуп Шимунович Кандинов
.